# Angol férfi a Moulin Rouge-ban
Az Angol férfi a Moulin Rouge-ban Henri de Toulouse-Lautrec festménye, amely a New York-i Metropolitan Művészeti Múzeum gyűjteményének része.
A kép 1892-ben, egy színes litográfia előkészítő tanulmányaként készült. A festményen egy cilinderes férfi, William Tom Warrener angol festő, Toulouse-Lautrec barátja társalog két fiatal nővel a párizsi mulatóban, a Moulin Rouge-ban. A nők póza és a férfi zavartól vöröslő füle beszélgetésük merész témájáról tanúskodik.
Toulouse-Lautrec a festményt Warrenernek ajándékozta, akitől 1934-es halála után lánytestvére, Maud Warrener örökölte. Az új tulajdonos a képet ezer fontért eladta a Knoedler and Carstairs cégnek 1935 májusában. Még ebben az évben továbbértékesítették Paul Durand-Ruel műkereskedőnek, aki 1936-ban a New York-i Adelaide Milton de Grootnak adta el.